# Мосьциська (Ґостинінський повіт)
Мосьциська (пол. Mościska) — село в Польщі, у гміні Щавін-Косьцельни Ґостинінського повіту Мазовецького воєводства.
Населення — 60 осіб (2011).
У 1975-1998 роках село належало до Плоцького воєводства.

## Демографія
Демографічна структура станом на 31 березня 2011 року:
|          | Загалом | Допрацездатний вік | Працездатний вік | Постпрацездатний вік |
| -------- | ------- | ------------------ | ---------------- | -------------------- |
| Чоловіки | 34      | 10                 | 23               | 1                    |
| Жінки    | 26      | 5                  | 18               | 3                    |
| Разом    | 60      | 15                 | 41               | 4                    |